# Jeannine Achón
Jeannine Achón (La Habana, 1973) es una pintora abstracta cubana.
Nacida en La Habana, después de estudios medios en la Escuela La Lenin, completando un grado universitario en Diseño Industrial por el Instituto Superior de Diseño Industrial (ISDI) de Cuba, especializándose en Alojamiento (1996). Después del ISDI, trabajó un par de años en Decoro d'Arq, una compañía de diseño, para proyectos de hotel, incluyendo el Hotel Nacional y Capri. Luego se centró en las bellas artes y pinturas, primero figurativas e ilustración, a fines de 1990s.
Ha hecho ilustraciones científicas ("Mi Libro de Lagartijas" de Alfonso Silva Lee, publicado por Editorial Gente Nueva), así como dibujos para los libros de niños, siempre con el mismo editor.
Su pintura a fines de 1990s y principios de los 2000s sigue en parte con obras grandes figurativas, conteniendo una base técnica principal y características para sus trabajos abstractos futuros: la estructura compuesta de capas múltiples, el uso de acrílico en papel o tela, aproximaciones bastante coloridas. Esto es el tiempo de ventas en los mercados de arte de La Habana Vieja o Vedado, donde los turistas extranjeros y los artistas cubanos jóvenes se conocen.
Jeannine tuvo su primera exposición en solitario en 2005, en la "Isla de la Juventud", en la galería de la Hermanos Saiz Asociación. Llevaba el título "La Puerta Perdida" del título de una de las pinturas, y está compuesto sólo de pinturas abstractas, acrílico en tela, de medida promedio de 8 x 10 dm). Desde entonces, con pocas excepciones (órdenes), Jeannine produce sólo trabajos abstractos, acrílico en tela, en formato medios (8 dm) a grandes (13 dm).
En 2008, tiene una segunda exposición sola de doce pinturas en el vestíbulo de Hotel Sevilla Habana, un edificio monumental de la arquitectura colonial de Cuba. La exposición refleja uno de los lemas de los carteles oficiales "No Mentir Jamás". Para la ocasión, las pinturas estuvieron colgadas a través de una instalación con ocho columnas de la sala principal del Sevilla. El curador de la exposición, Toni Piñera, es crítico y columnista de arte cubano, y mucho tiempo director de la galería de arte "La Acacia" en La Habana.
Dos años más tarde, a fines de 2009, organizó una exposición en la Unión Nacional de Artistas y Escritores cubanos (UNEAC), titulados "Las Intermitencias del Color", un título inspirado por Roland Petit en el ballet "Proust, o Intermitencias del Corazón" basado en la obra epónimo de Marcel Proust, con quince pinturas nuevas de formato grande. Toni Piñera es otra vez su curador. Al día de apertura, el jazzista pianista Harold Lopez Nussa, amigo de la pintora, tocó una de las canciones de su álbum "Sobre el Atelier", compuesto en memoria de su abuelo Leonel López-Nussa, pintor, escritor y crítico de arte cubano.
Durante el mismo periodo, de 2007 a 2009, Jeannine participó en exposiciones de grupo en España (Universidad de Madrid) y Cuba, durante la Habana Bienal.
Desde 2010, Jeannine dejó La Habana y se mudó a Zagreb, Croacia, donde su marido, un diplomático francés, fue destinado.
Después de dos años de trabajo,  produjo una serie de quince pinturas grandes, agrupados en una serie que llamó "Ashé". Aquí dijo: "El ashé es un concepto profundamente embedido en espiritualidad y cultura cubanas;  es la primordial respiración, la energía vital, el alma del mundo. Es un poder hecho de energía pura.  Intenté conseguir un poco más cercano a ese mundo simbólico y participando a través de esta serie de pinturas abstractas nombradas por algunos orishas, sus deidades. Cuándo pinto,  intento abrir puertas y caminos a la imaginación. No veo él como espejo, sino como pasaje, hacia los otros y nuestra interioridad."
En abril de 2013, su primera presentación la hizo en Varaždin, ciudad histórica en Croacia del norte, en la Galerijski Centar Varaždin. Ivan Mesek fue el curador. La exposición fue luego presentada en la Galerija matice hrvatske, en Zagreb, con Pf Vanja Babić como curador en mayo de 2013.